# Административное деление Китайской Народной Республики
Вследствие большого населения и обширной площади административное деление Китая с древних времён было многоуровневым. В конституции КНР предусмотрено трёхступенчатое административное деление: провинции (автономные районы, города центрального подчинения), уезды и волости. Однако де-факто в КНР насчитывается пять уровней местного самоуправления: провинция, округ, уезд, волость и деревня. Административное деление Китайской Республики схоже с делением КНР, однако в нём фактически упразднено деление на провинции и отсутствуют округа (см. подробнее Административное деление Тайваня).
Помимо административной роли, провинции наделены культурными признаками, и жителей определённой провинции принято наделять чертами в рамках соответствующего стереотипа. Большинство современных границ между провинциями было определено ещё при династии Мин. С тех пор серьёзные изменения претерпело лишь административное деление на Северо-Востоке. Кроме того после прихода к власти коммунистов, следовавших советской теории национальных автономий, в Китае были учреждены автономные районы.

## Административное деление
В конституции КНР предусмотрено трёхступенчатое административное деление: провинция, уезд (город), волость (поселок). Однако в реальности существуют ещё два уровня: округ (между провинцией и уездом) и деревня (ниже волости). Долгое время существовал также шестой уровень — районы уездного подчинения (县辖区 сяньсяцюй), но в последнее время почти все они были упразднены (в 2004 году их оставалось 20 по всему Китаю).
Город (посёлок) в Китае может находиться на любом из этих уровней, и приравнивается в иерархии соответственно провинции, округу, уезду или волости. Городскому муниципалитету подчинена определённая территория, обычно значительно выходящая за городскую черту, внутри этой территории могут быть также подчинённые единицы — уезды и волости. По этой причине население собственно города трудно оценить — статистика обычно приводит население всей территории, подчинённой городскому муниципалитету, которая нередко во много раз превышает население города в рамках городской черты.
Каждый из уровней соответствует определённому чиновничьему рангу (для справки см. Табель о рангах госслужбы КНР).

### Провинциальный уровень
В состав КНР входят 34 единицы провинциального уровня (省级 шэнцзи; реально под управлением центрального правительства — 33), включая 23 провинции, пять автономных районов, четыре города центрального подчинения и два специальных административных района. Под управлением тайваньских властей находится два города центрального подчинения и две провинции (поскольку Тайвань контролирует ничтожно малую площадь одной из них, провинциальные правительства были в значительной степени упразднены).
В материковом Китае провинции в теории жёстко подчиняются центральному правительству, однако на деле провинциальные власти обладают весьма широкими полномочиями в осуществлении экономической политики. Некоторые экономисты называют такую систему «федерализмом с китайской спецификой» (по аналогии с социализмом с китайской спецификой).
За исключением северо-восточных провинций границы большинства провинций Китая были определены во времена империй Юань, Мин и Цин. Границы между провинциями зачастую проводились вне зависимости от культурных, лингвистических или географических границ с целью предотвратить сепаратизм и возвышение местных военачальников. В Китае об этой разнице между административными и культурными границами говорят, что они «перемежаются, словно стиснутые зубы собаки» (犬牙交错 цюанья цзяоцо). Несмотря на это деление на провинции играет важную культурную роль, жителей каждой провинции наделяют своими чертами, укладывающимися в определённый стереотип.
Среди последних изменений в административном делении Китая поднятие Хайнаня и Чунцина до провинциального уровня и учреждение специальных административных районов Гонконг и Макао. На Тайване Тайбэй и Гаосюн были провозглашены городами центрального подчинения после отставки правительства Гоминьдана и прихода Демократической прогрессивной партии.
У всех 34 административных единиц Китая провинциального уровня есть сокращённое название из одного иероглифа. В Китае была сложена «Песня сокращённых названий всех провинций, городов и автономных районов нашей страны» (кит. упр. 我国各省、市、自治区的简称歌), содержащая все эти названия, которую по состоянию на начало XXI века учили многие китайские школьники.

### Список административных образований КНР
| №                                                                                  | Регион                            | Пиньинь      | Китайский (П) | Китайский (У) |           | Адм. центр | Пиньинь      | Китайский (П) | Китайский (У) | Население, (2010) чел. | Площадь, км² | Плотность, чел./км² |
| Провинции                                                                          | Провинции                         | Провинции    | Провинции     | Провинции     | Провинции | Провинции  | Провинции    | Провинции     | Провинции     | Провинции              | Провинции    | Провинции           |
| ---------------------------------------------------------------------------------- | --------------------------------- | ------------ | ------------- | ------------- | --------- | ---------- | ------------ | ------------- | ------------- | ---------------------- | ------------ | ------------------- |
| 1                                                                                  | Аньхой                            | Ānhuī        | 安徽          | 安徽          |           | Хэфэй      | Héféi        | 合肥          | 合肥          | 59 500 510             | 140 455      | 423,63              |
| 2                                                                                  | Фуцзянь                           | Fújiàn       | 福建          | 福建          |           | Фучжоу     | Fúzhōu       | 福州          | 福州          | 36 894 216             | 122 919      | 300,15              |
| 3                                                                                  | Ганьсу                            | Gānsù        | 甘肅          | 甘肃          |           | Ланьчжоу   | Lánzhōu      | 蘭州          | 兰州          | 25 575 254             | 459 233      | 55,69               |
| 4                                                                                  | Гуандун                           | Guǎngdōng    | 廣東          | 广东          |           | Гуанчжоу   | Guǎngzhōu    | 廣州          | 广州          | 104 303 132            | 178 341      | 584,86              |
| 5                                                                                  | Гуйчжоу                           | Gùizhōu      | 貴州          | 贵州          |           | Гуйян      | Guìyáng      | 貴陽          | 贵阳          | 34 746 468             | 174 976      | 198,58              |
| 6                                                                                  | Хайнань                           | Hǎinán       | 海南          | 海南          |           | Хайкоу     | Hǎikǒu       | 海口          | 海口          | 8 671 518              | 34 438       | 251,80              |
| 7                                                                                  | Хэбэй                             | Héběi        | 河北          | 河北          |           | Шицзячжуан | Shíjiāzhuāng | 石家莊        | 石家庄        | 71 854 202             | 187 240      | 383,75              |
| 8                                                                                  | Хэйлунцзян                        | Hēilóngjiāng | 黑龍江        | 黑龙江        |           | Харбин     | Hā’ěrbīn     | 哈爾濱        | 哈尔滨        | 38 312 224             | 431 767      | 88,73               |
| 9                                                                                  | Хэнань                            | Hénán        | 河南          | 河南          |           | Чжэнчжоу   | Zhèngzhōu    | 鄭州          | 郑州          | 94 023 567             | 166 310      | 565,35              |
| 10                                                                                 | Хубэй                             | Húběi        | 湖北          | 湖北          |           | Ухань      | Wǔhàn        | 武漢          | 武汉          | 57 237 740             | 185 673      | 308,27              |
| 11                                                                                 | Хунань                            | Húnán        | 湖南          | 湖南          |           | Чанша      | Chángshā     | 長沙          | 长沙          | 65 683 722             | 211 231      | 310,96              |
| 12                                                                                 | Цзянсу                            | Jiāngsū      | 江蘇          | 江苏          |           | Нанкин     | Nánjīng      | 南京          | 南京          | 78 659 903             | 98 285       | 800,32              |
| 13                                                                                 | Цзянси                            | Jiāngxī      | 江西          | 江西          |           | Наньчан    | Nánchāng     | 南昌          | 南昌          | 44 567 475             | 171 041      | 260,57              |
| 14                                                                                 | Гирин                             | Jílín        | 吉林          | 吉林          |           | Чанчунь    | Chángchūn    | 長春          | 长春          | 27 462 297             | 191 038      | 143,75              |
| 15                                                                                 | Ляонин                            | Liáoníng     | 遼寧          | 辽宁          |           | Шэньян     | Shěnyáng     | 瀋陽          | 沈阳          | 43 746 323             | 147 451      | 296,68              |
| 16                                                                                 | Цинхай                            | Qīnghǎi      | 青海          | 青海          |           | Синин      | Xīníng       | 西寧          | 西宁          | 5 626 722              | 720 459      | 7,81                |
| 17                                                                                 | Шаньси                            | Shānxī       | 山西          | 山西          |           | Тайюань    | Tàiyuán      | 太原          | 太原          | 37 327 378             | 156 000      | 182,22              |
| 18                                                                                 | Шаньдун                           | Shāndōng     | 山東          | 山东          |           | Цзинань    | Jǐnán        | 濟南          | 济南          | 95 793 065             | 156 219      | 613,20              |
| 19                                                                                 | Шэньси                            | Shǎnxī       | 陝西          | 陕西          |           | Сиань      | Xī’ān        | 西安          | 西安          | 35 712 111             | 205 800      | 238,55              |
| 20                                                                                 | Сычуань                           | Sìchuān      | 四川          | 四川          |           | Чэнду      | Chéngdū      | 成都          | 成都          | 80 418 200             | 491 146      | 163,74              |
| 21                                                                                 | Юньнань                           | Yúnnán       | 雲南          | 云南          |           | Куньмин    | Kūnmíng      | 昆明          | 昆明          | 45 966 239             | 388 610      | 118,28              |
| 22                                                                                 | Чжэцзян                           | Zhèjiāng     | 浙江          | 浙江          |           | Ханчжоу    | Hángzhōu     | 杭州          | 杭州          | 54 426 891             | 106 078      | 513,08              |
| Провинция, контролируемая Китайской Республикой (политический статус не определён) |                                   |              |               |               |           |            |              |               |               |                        |              |                     |
| 23                                                                                 | Тайвань                           | Táiwān       | 台灣          | 台湾          |           | Тайбэй     | Táiběi       | 臺北          | 台北          | 23 069 345             | 36 178       | 637,66              |
| Автономные районы                                                                  |                                   |              |               |               |           |            |              |               |               |                        |              |                     |
| 24                                                                                 | Гуанси-Чжуанский автономный район | Guǎngxī      | 廣西          | 广西          |           | Наньнин    | Nánníng      | 南寧          | 南宁          | 46 026 629             | 235 001      | 195,86              |
| 25                                                                                 | Внутренняя Монголия               | Nèiměnggǔ    | 內蒙古        | 内蒙古        |           | Хух-Хото   | Hūhéhàotè    | 呼和浩特      | 呼和浩特      | 24 706 321             | 1 181 104    | 20,92               |
| 26                                                                                 | Нинся-Хуэйский                    | Níngxià      | 寧夏          | 宁夏          |           | Иньчуань   | Yínchuān     | 銀川          | 银川          | 6 301 350              | 52 188       | 120,74              |
| 27                                                                                 | Синьцзян-Уйгурский                | Xīnjiāng     | 新疆          | 新疆          |           | Урумчи     | Wūlǔmùqí     | 烏魯木齊      | 乌鲁木齐      | 21 813 334             | 1 743 441    | 12,51               |
| 28                                                                                 | Тибетский                         | Xīzàng       | 西藏          | 西藏          |           | Лхаса      | Lāsà         | 拉薩          | 拉萨          | 3 002 166              | 1 178 441    | 2,55                |
| Города центрального подчинения                                                     |                                   |              |               |               |           |            |              |               |               |                        |              |                     |
| 29                                                                                 | Пекин                             | Běijīng      | 北京          | 北京          |           |            |              |               |               | 19 612 368             | 16 808       | 1166,85             |
| 30                                                                                 | Чунцин                            | Chóngqìng    | 重慶          | 重庆          |           |            |              |               |               | 28 846 170             | 82 403       | 350,06              |
| 31                                                                                 | Шанхай                            | Shànghǎi     | 上海          | 上海          |           |            |              |               |               | 23 019 148             | 6 500        | 3541,41             |
| 32                                                                                 | Тяньцзинь                         | Tiānjīn      | 天津          | 天津          |           |            |              |               |               | 12 938 224             | 11 943       | 1083,33             |
| Специальные административные районы                                                |                                   |              |               |               |           |            |              |               |               |                        |              |                     |
| 33                                                                                 | Гонконг (Сянган)                  | Xiānggǎng    | 香港          | 香港          |           |            |              |               |               | 6 864 346              | 1 095        | 6268,81             |
| 34                                                                                 | Макао (Аомынь)                    | Àomén        | 澳門          | 澳门          |           |            |              |               |               | 541 200                | 27           | 20 044,44           |
|                                                                                    | Всего                             |              |               |               |           |            |              |               |               | 1 363 249 758          | 9 662 593    | 141,09              |

#### Провинции
Провинции (省 шэн) — наиболее распространённый вид административных единиц провинциального уровня.
| Название   | Пиньинь      | Старая почтовая романизация | Китайский (П) | Китайский (У) | Сокращение           | Столица    | Пиньинь      | Китайский (П) | Китайский (У) | Список единиц уездного уровня (англ.) |
| ---------- | ------------ | --------------------------- | ------------- | ------------- | -------------------- | ---------- | ------------ | ------------- | ------------- | ------------------------------------- |
| Аньхой     | Ānhuī        | Anhwei                      | 安徽          | 安徽          | 皖 wǎn               | Хэфэй      | Héféi        | 合肥          | 合肥          | Список единиц уездного уровня         |
| Ганьсу     | Gānsù        | Kansu                       | 甘肅          | 甘肃          | 甘 gān либо 陇 lǒng  | Ланьчжоу   | Lánzhōu      | 蘭州          | 兰州          | Список единиц уездного уровня         |
| Гуандун    | Guǎngdōng    | Kwangtung                   | 廣東          | 广东          | 粤 yuè               | Гуанчжоу   | Guǎngzhōu    | 廣州          | 广州          | Список единиц уездного уровня         |
| Гуйчжоу    | Gùizhōu      | Kweichow                    | 貴州          | 贵州          | 黔 qián либо 贵 guì  | Гуйян      | Guìyáng      | 貴陽          | 贵阳          | Список единиц уездного уровня         |
| Ляонин     | Liáoníng     | Fengtien                    | 遼寧          | 辽宁          | 辽 liáo              | Шэньян     | Shěnyáng     | 瀋陽          | 沈阳          | Список единиц уездного уровня         |
| Сычуань    | Sìchuān      | Szechuan                    | 四川          | 四川          | 川 chuān либо 蜀 shǔ | Чэнду      | Chéngdū      | 成都          | 成都          | Список единиц уездного уровня         |
| Фуцзянь    | Fújiàn       | Fukien                      | 福建          | 福建          | 闽 mǐn               | Фучжоу     | Fúzhōu       | 福州          | 福州          | Список единиц уездного уровня         |
| Хайнань    | Hǎinán       | Hainan                      | 海南          | 海南          | 琼 qióng             | Хайкоу     | Hǎikǒu       | 海口          | 海口          | Список единиц уездного уровня         |
| Хубэй      | Húběi        | Hupeh                       | 湖北          | 湖北          | 鄂 è                 | Ухань      | Wǔhàn        | 武漢          | 武汉          | Список единиц уездного уровня         |
| Хунань     | Húnán        | Hunan                       | 湖南          | 湖南          | 湘 xiāng             | Чанша      | Chángshā     | 長沙          | 长沙          | Список единиц уездного уровня         |
| Хэбэй      | Héběi        | Hopeh                       | 河北          | 河北          | 冀 jì                | Шицзячжуан | Shíjiāzhuāng | 石家莊        | 石家庄        | Список единиц уездного уровня         |
| Хэйлунцзян | Hēilóngjiāng | Heilungkiang                | 黑龍江        | 黑龙江        | 黑 hēi               | Харбин     | Hā’ěrbīn     | 哈爾濱        | 哈尔滨        | Список единиц уездного уровня         |
| Хэнань     | Hénán        | Honan                       | 河南          | 河南          | 豫 yù                | Чжэнчжоу   | Zhèngzhōu    | 鄭州          | 郑州          | Список единиц уездного уровня         |
| Гирин      | Jílín        | Kirin                       | 吉林          | 吉林          | 吉 jí                | Чанчунь    | Chángchūn    | 長春          | 长春          | Список единиц уездного уровня         |
| Цзянси     | Jiāngxī      | Kiangsi                     | 江西          | 江西          | 赣 gàn               | Наньчан    | Nánchāng     | 南昌          | 南昌          | Список единиц уездного уровня         |
| Цзянсу     | Jiāngsū      | Kiangsu                     | 江蘇          | 江苏          | 苏 sū                | Нанкин     | Nánjīng      | 南京          | 南京          | Список единиц уездного уровня         |
| Цинхай     | Qīnghǎi      | Tsinghai                    | 青海          | 青海          | 青 qīng              | Синин      | Xīníng       | 西寧          | 西宁          | Список единиц уездного уровня         |
| Чжэцзян    | Zhèjiāng     | Chekiang                    | 浙江          | 浙江          | 浙 zhè               | Ханчжоу    | Hángzhōu     | 杭州          | 杭州          | Список единиц уездного уровня         |
| Шэньси     | Shǎnxī       | Shensi                      | 陝西          | 陕西          | 陕 shǎn либо 秦 qín  | Сиань      | Xī’ān        | 西安          | 西安          | Список единиц уездного уровня         |
| Шаньси     | Shānxī       | Shansi                      | 山西          | 山西          | 晋 jìn               | Тайюань    | Tàiyuán      | 太原          | 太原          | Список единиц уездного уровня         |
| Шаньдун    | Shāndōng     | Shantung                    | 山東          | 山东          | 鲁 lǔ                | Цзинань    | Jǐnán        | 濟南          | 济南          | Список единиц уездного уровня         |
| Юньнань    | Yúnnán       | Yunnan                      | 雲南          | 云南          | 滇 diān либо 云 yún  | Куньмин    | Kūnmíng      | 昆明          | 昆明          | Список единиц уездного уровня         |

##### Неконтролируемые территории
| Название | Китайский (П)  | Китайский (У) | Пиньинь | Сокращение | Столица | Список единиц уездного уровня (англ.) |
| -------- | -------------- | ------------- | ------- | ---------- | ------- | ------------------------------------- |
| Тайвань  | 臺灣 либо 台灣 | 台湾          | Táiwān  | 台 тай     | Тайбэй  | Список единиц уездного уровня         |

Официальная карта Китайской Республики, которая фактически контролирует только Тайвань.

Наложение административного деления КНР и КР.

С момента своего основания в 1949 году КНР всегда считала Тайвань своей 23-й провинцией. Однако реальный контроль над провинцией осуществляет правительство Китайской Республики, под управлением которой находятся остров Тайвань и острова Пэнху (Пескадорские о-ва). В то же время Китайская Республика официально предъявляет претензии на весь материковый Китай (включая Тибет), Монголию (см. Внешняя Монголия), российскую Туву и ряд других территорий. Президент Китайской Республики Ли Дэнхуэй в 1991 году неофициально снял эти претензии, однако его заявление не было подкреплено конституционными изменениями.
Границы провинций на картах Китая, выпущенных в Китайской Республике, часто не совпадают с фактическими современными границами провинций, контролируемых Китайской Народной Республикой, так как в последней после 1949 года административное деление было серьёзно изменено. Кроме того, на картах Китайской Республики в состав Китая включаются все вышеперечисленные спорные территории.
В то же время, на картах Тайваня, выпущенных в КНР, административное деление также представлено в том виде, в котором оно было до 1949 года: Тайбэй и Гаосюн не являются городами центрального подчинения, а административным центром провинции обозначен Тайбэй.

#### Автономные районы
Автономные районы (自治區/自治区 цзычжицюй) — единицы провинциального уровня с обозначенным этническим меньшинством, по конституции обладающие большими правами. Например, автономный район возглавляет председатель (провинции — губернатор), который должен представлять титульную национальность района (тибетец, уйгур и т. д.)
Автономные районы были образованы после прихода к власти КПК, следуя советской модели национальной политики. Всего в КНР насчитывается пять автономных районов.
| Название                             | Китайский (П)    | Китайский (У)    | Пиньинь                  | Титульное меньшинство | Самоназвание                                       | Сокращение      | Столица  | Список единиц уездного уровня (англ.) |
| ------------------------------------ | ---------------- | ---------------- | ------------------------ | --------------------- | -------------------------------------------------- | --------------- | -------- | ------------------------------------- |
| Автономный район Внутренняя Монголия | 內蒙古自治區     | 内蒙古自治区     | Nèiměnggǔ Zìzhìqū        | Монголы               | Монгольский — ᠦᠪᠦᠷ ᠮᠣᠩᠭᠤᠯ ᠤᠨ ᠥᠪᠡᠷᠲᠡᠭᠡᠨ ᠵᠠᠰᠠᠬᠣ ᠣᠷᠣᠨ | 内蒙古 Нэймэнгу | Хух-Хото | Список единиц уездного уровня         |
| Гуанси-Чжуанский автономный район    | 廣西壯族自治區   | 广西壮族自治区   | Guǎngxī Zhuàngzú Zìzhìqū | Чжуаны                | Чжуанский — Gvangjsih Bouxcuengh Swcigih           | 桂 гуй          | Наньнин  | Список единиц уездного уровня         |
| Нинся-Хуэйский автономный район      | 寧夏回族自治區   | 宁夏回族自治区   | Níngxià Húizú Zìzhìqū    | Хуэйцы                | Хуэйский диалект китайского языка                  | 宁 нин          | Иньчуань | Список единиц уездного уровня         |
| Синьцзян-Уйгурский автономный район  | 新疆維吾爾自治區 | 新疆维吾尔自治区 | Xīnjiāng Wéiwúěr Zìzhìqū | Уйгуры                | Уйгурский — شىنجاڭ ئۇيغۇر ئاپتونوم رايونى          | 新 синь         | Урумчи   | Список единиц уездного уровня         |
| Тибетский автономный район           | 西藏自治區       | 西藏自治区       | Xīzàng Zìzhìqū           | Тибетцы               | Тибетский — བོད་རང་སྐྱོང་ལྗོངས།                          | 藏 цзан         | Лхаса    | Список единиц уездного уровня         |

#### Муниципалитеты центрального подчинения
Муниципалитеты центрального подчинения (直轄市/直辖市, чжисяши) — крупные административные единицы, наделённые теми же полномочиями, что и провинции. МЦП напрямую управляют единицами уездного уровня, без промежуточного окружного уровня. В действительности собственно город составляет небольшую долю общей площади МЦП, основную часть которой составляют более мелкие города, посёлки и сельскохозяйственные угодья. Наиболее ярким примером в этом смысле является Чунцин: численность его сельского населения превышает городское.
В КНР 4 муниципалитета центрального подчинения.
| Название  | Китайский (П) | Китайский (У) | Пиньинь   | Сокращение | Список единиц уездного уровня (англ.) |
| --------- | ------------- | ------------- | --------- | ---------- | ------------------------------------- |
| Пекин     | 北京          | 北京          | Běijīng   | 京 цзин    | Список единиц уездного уровня         |
| Тяньцзинь | 天津          | 天津          | Tiānjīn   | 津 цзинь   | Список единиц уездного уровня         |
| Чунцин    | 重慶          | 重庆          | Chóngqìng | 渝 юй      | Список единиц уездного уровня         |
| Шанхай    | 上海          | 上海          | Shànghǎi  | 沪 ху      | Список единиц уездного уровня         |

В составе Китайской Республики также есть два города центрального подчинения. По сравнению с материковым Китаем ситуация здесь во многом противоположная: если в КНР МЦП управляет территорией, в несколько раз превышающей площадь собственно города, то на Тайване под управлением ГЦП находится лишь доля городской зоны, частью которой они являются. См. также Административное деление Тайваня.
| Название | Китайский (П) | Китайский (У) | Пиньинь  | Сокращение |
| -------- | ------------- | ------------- | -------- | ---------- |
| Гаосюн   | 高雄          | 高雄          | Gāoxióng | 高 гао     |
| Тайбэй   | 台北          | 台北          | Táiběi   | 北 бэй     |

Поскольку статус ГЦП был присвоен этим городам после 1949 года властями, которые правительство КНР не признаёт в качестве легитимных, то КНР не считает их городами центрального подчинения и считает Тайбэй, но не Чжунсин административным центром провинции Тайвань.

#### Специальные административные районы
Специальные административные районы (特別行政區/特别行政区 тэбе синчжэнцюй) — административные единицы, пользующиеся широкой автономией в рамках курса одна страна — две системы и подчиняющиеся непосредственно Центральному народному правительству, как записано в 12 статье Основного закона обоих САР.
В отличие от провинций, автономных районов и городов, полномочия отношения с центральным правительством которых регулируются статьёй 30 конституции КНР 1982 года, законодательная база для САР приведена в статье 31, составленной специально в ожидании возвращения Гонконга и Макао под суверенитет Китая. Это произошло в 1997 и 1999 годах, когда Гонконг и Макао соответственно были переданы Китаю Великобританией и Португалией.
Уровень автономии САР намного шире, чем у провинций, городов центрального подчинения и автономных районов. САР обладают собственными судами последней инстанции, законодательством, паспортами, валютами, таможней, правилами въезда на территорию, экстрадиции — то есть, по сути всем, кроме внешней политики и национальной обороны. САР имеют собственное представительство во многих международных организациях и выставляют собственные команды на спортивных соревнованиях.
Оба САР невелики по площади и ни один из них не применяет административную систему материкового Китая. Гонконг разделён на 18 районов, которыми ведают районные советы. Макао находится под управлением правительства САР как единое целое без деления, после того как были отменены муниципалитеты, существовавшие во время португальского правления.
| Название         | Китайский (П) | Китайский (У) | Пиньинь   | Сокращение |
| ---------------- | ------------- | ------------- | --------- | ---------- |
| Гонконг (Сянган) | 香港          | 香港          | Xiānggǎng | 港 ган     |
| Макао (Аомынь)   | 澳門          | 澳门          | Àomén     | 澳 ао      |

См. также:
- Районы Гонконга
- Муниципалитеты Макао

### Окружной уровень

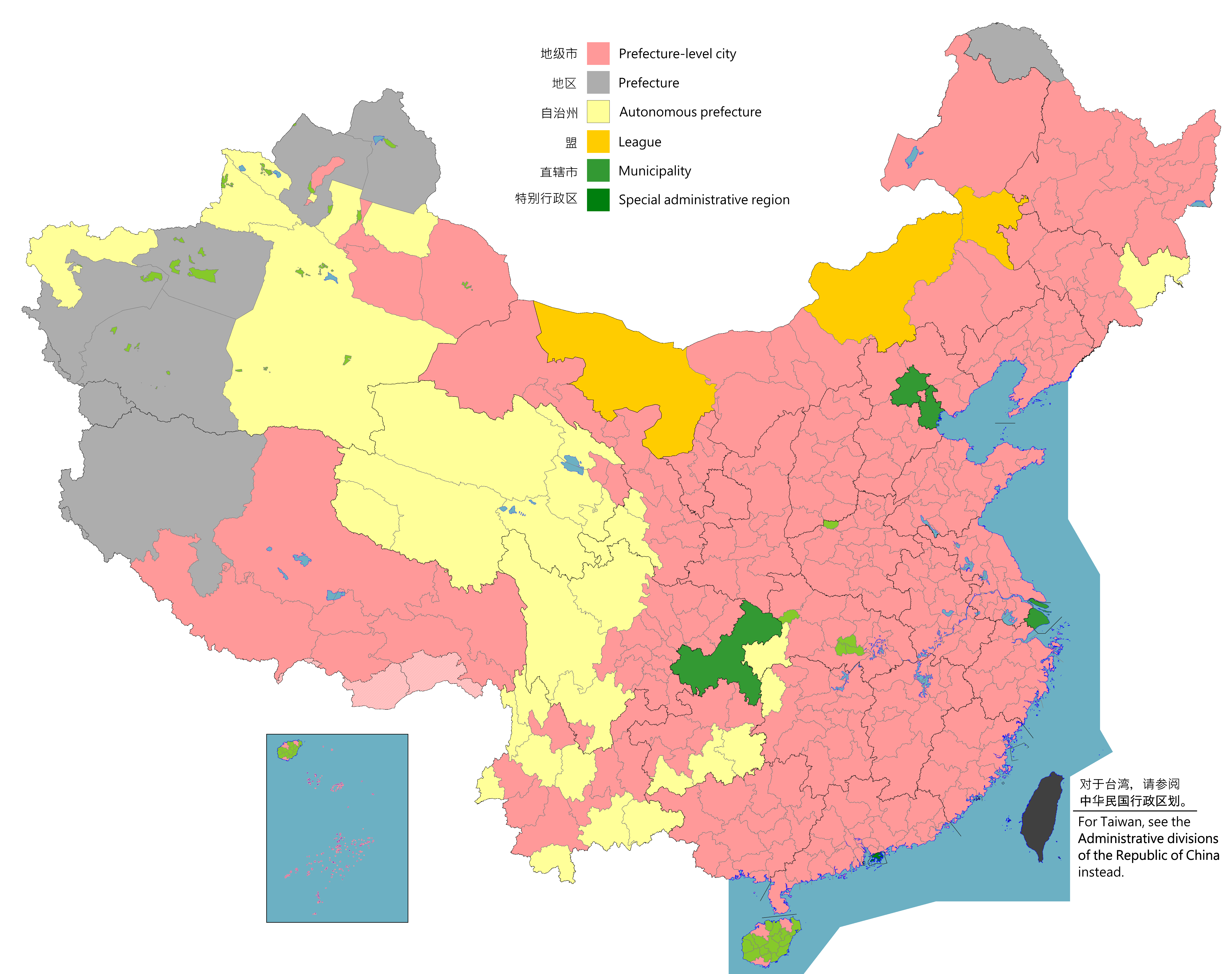
Карта административного деления окружного уровня

Окружной уровень (地级 дицзи) деления существует только в континентальном Китае. Это второй уровень административного деления. На июнь 2017 года в него входили 334 единицы, в том числе:
- города окружного значения (293)
- округа — их называют также префектуры (8)
- автономные округа (30)
- аймаки (3) — только во Внутренней Монголии

Города окружного значения (地级市 дицзиши, Prefecture-level city) составляют подавляющее большинство единиц окружного уровня. Строго говоря, они не являются «городами» в привычном смысле слова, поскольку помимо собственно городской зоны они включают обширные сельские территории, поэтому в русском языке для них иногда используется название «городской округ».
В большинстве провинций единицы окружного уровня представлены исключительно городами. Из 22 провинций и 5 автономных регионов, находящихся под управлением правительства КНР, только в трёх провинциях (Юньнань, Гуйчжоу, Цинхай) и в двух автономных районах (Синьцзян и Тибет) есть более трёх единиц окружного значения, не являющихся городами.
Округа (префектуры) (地区 дицюй, Prefecture) некогда были доминирующей административной единицей второго уровня в КНР, поэтому этот уровень получил название окружного. Однако в 1980-х — 90-х годах большинство их было преобразовано в города. На сегодня округа сохранились в Синьцзяне, Тибете и Хэйлунцзяне.
Аймаки (盟 мэн, League) — это те же округа, но расположенные во Внутренней Монголии. Подобно округам, большинство из них сейчас также стали городами. Их название сохранилось от старой монгольской системы административного деления.
Автономные округа (自治州 цзычжичжоу, Autonomous prefecture) — это округа с одним или несколькими титульными национальными меньшинствами. Большинство их расположено в западных и южных районах КНР.

### Уездный уровень

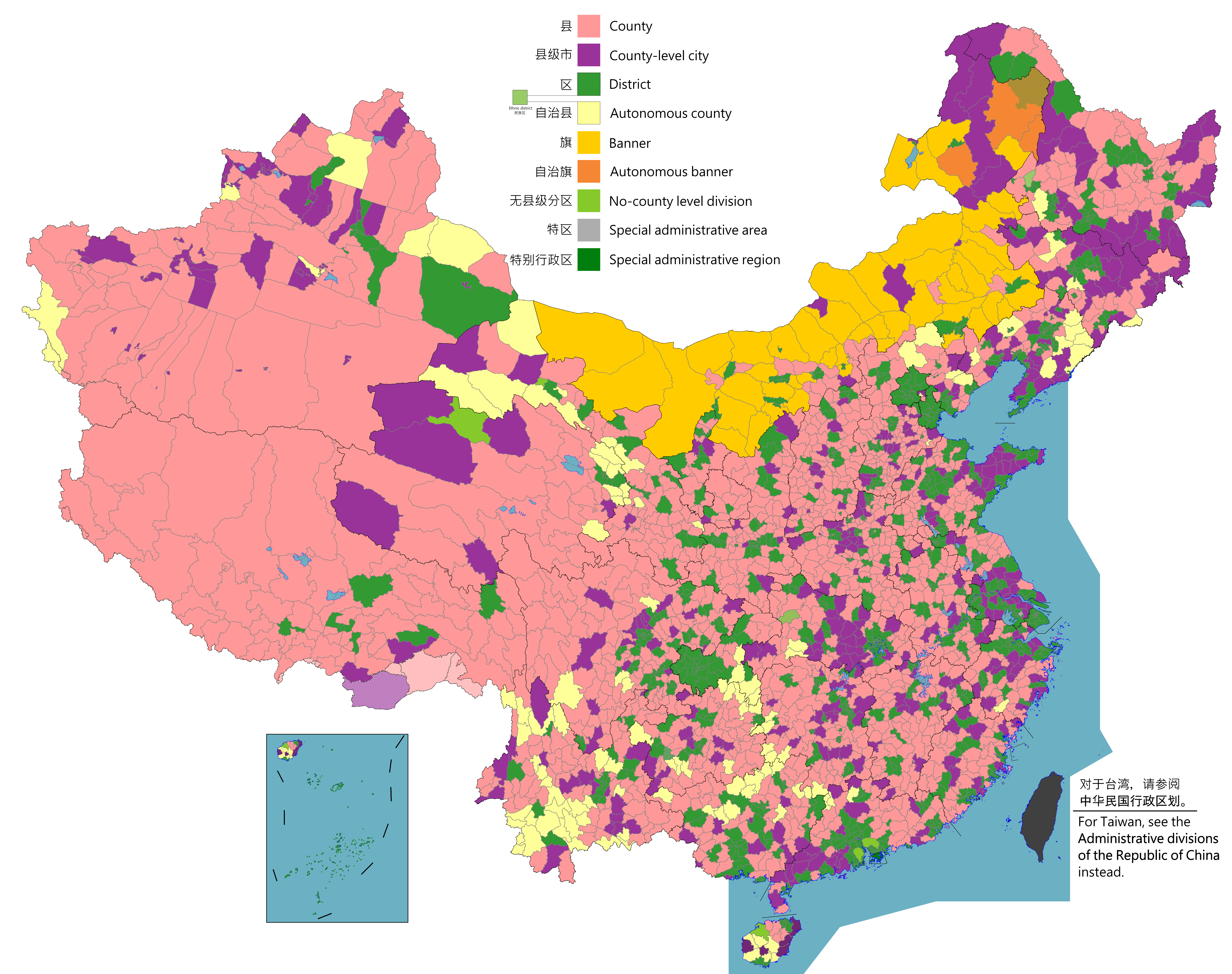
Карта административного деления уездного уровня

По состоянию на июнь 2017 года в континентальном Китае существовало 2851 единица уездного значения (县级 сяньцзи), в том числе 1360 уездов, 954 района городского подчинения, 366 городов уездного значения, 117 автономных уездов, 49 хошунов, 3 автономных хошуна, 1 специальный район и 1 лесной район. Под управлением властей Тайваня находилось 23 единицы уездного значения, в том числе 18 уездов и 5 городов провинциального подчинения.
Уезды (县 сянь) — наиболее распространённая единица данного уровня. Уезды постоянно существовали в Китае начиная с периода Воюющих царств (III в. до н. э.), то есть, намного раньше, чем любая другая административная единица Китая.
Автономные уезды (自治县 цзычжисянь) — это уезды с одним или несколькими титульными национальными меньшинствами, по аналогии с автономными районами (провинциальный уровень) или автономными округами (окружной уровень).
Во Внутренней Монголии уездам соответствуют хошуны (旗 ци) и автономные хошуны (自治旗 цзычжици). Их название сохранилось от старой монгольской системы административного деления.
Города уездного значения (县级市 сяньцзиши), так же, как и окружного, не являются «городами» в прямом смысле слова, поскольку включают как городские, так и сельские территории. В 1990-х годах многие уезды становились «городами», однако этот процесс был приостановлен. На Тайване аналогичные единицы называются городами провинциального подчинения (省轄市 шэнсяши).
Районы (市辖区 шисяцюй, или просто 区 цюй) — ещё один вид единицы уездного уровня. Ранее ими являлись районы, состоящие только из городской застройки. Однако в последние годы многие уезды были превращены в районы, поэтому сегодня районы зачастую ничем не отличаются от уездов — с посёлками, деревнями и сельхозугодьями.
Также существуют несколько особых единиц уездного уровня. Среди них один лесной район (林区 линьцюй) Шэньнунцзя (провинция Хубэй) и один специальный район (特区 тэцюй) Лючжи (провинция Гуйчжоу).

### Волости (КНР)

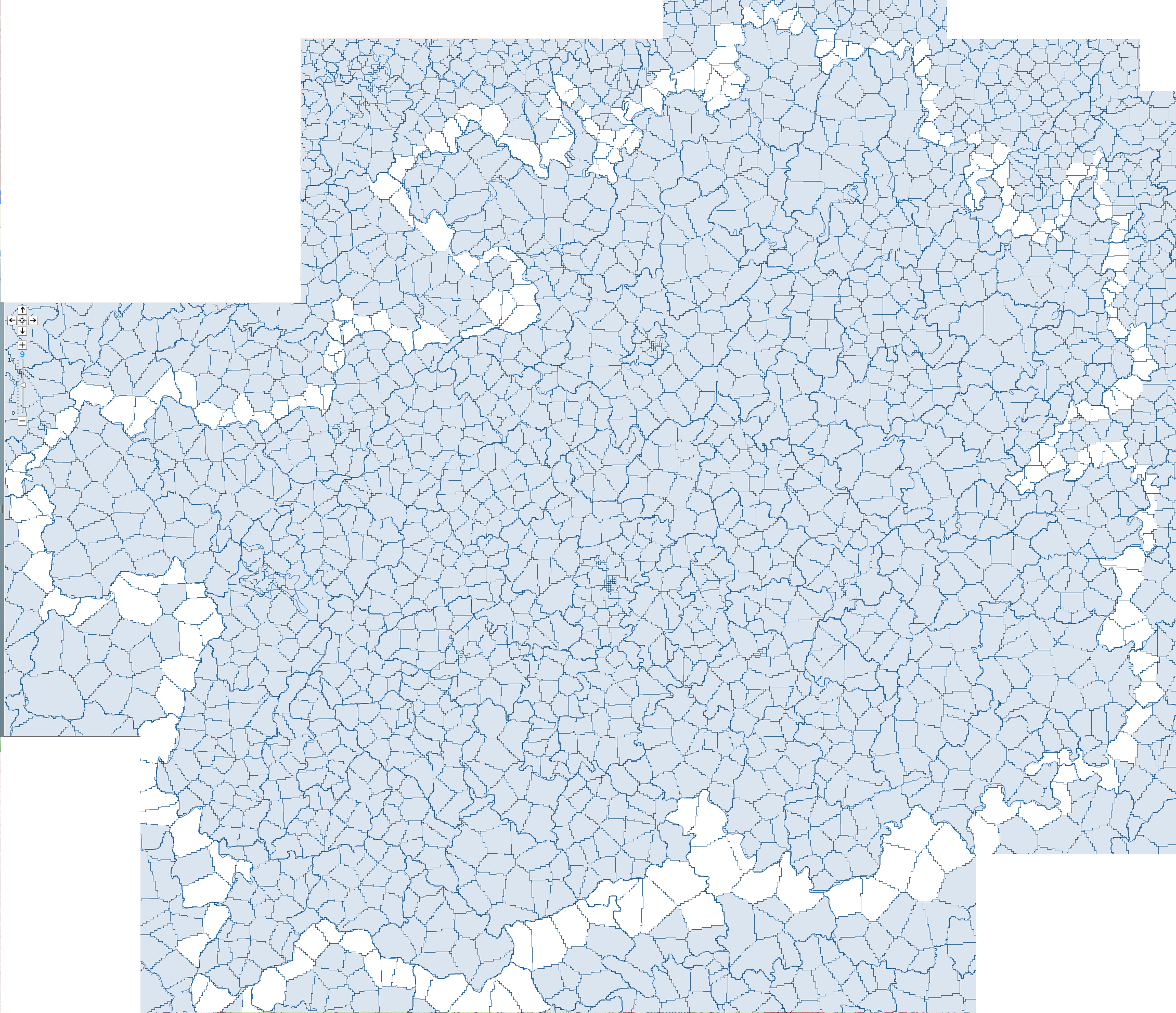
Волости Гуйчжоу

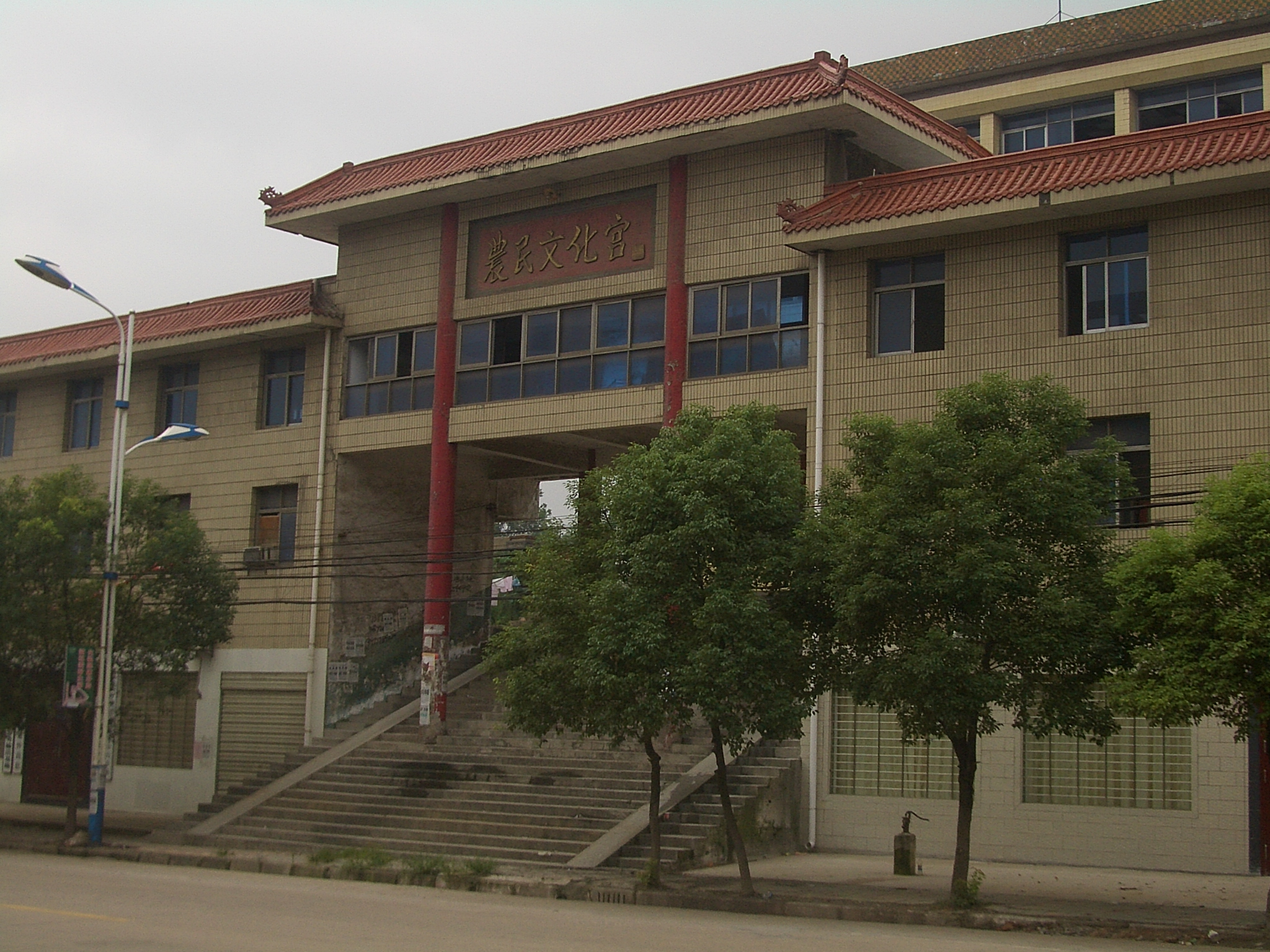
Дворец культуры крестьян в посёлке Дацзипу (大箕铺镇) города уездного значения Дае (大冶市) города окружного значения Хуанши (黄石市) провинции Хубэй (湖北省)

На июнь 2017 года под управлением КНР находилось 39 864 единицы волостного уровня (乡级 сянцзи). Среди них было 20 942 посёлка, 9660 волостей, 985 национальных волостей, 152 сомона, 1 национальный сомон, 8122 уличных комитета и 2 района уездного подчинения. Под управлением властей Тайваня находятся следующие единицы волостного уровня: 32 города уездного подчинения, 226 сельских волостей и 61 городская волость (см. также Административное деление Тайваня).
В континентальном Китае городские территории, как правило, разделены на уличные комитеты (街道办事处 цзедао баньшичу, сокращённо также 街道 цзедао «улица», или 街办 цзебань), а сельские территории разделены на посёлки (镇 чжэнь), волости (乡 сян) и национальные волости (民族乡 миньцзусян). Сомоны (苏木 суму) и национальные сомоны (民族苏木 миньцзу суму) аналогичны волостям и национальным волостям, но существуют лишь на территории Внутренней Монголии.
На Тайване есть особая единица, аналога которой нет в материковом Китае, — город уездного подчинения (縣轄市 сяньсяши), то есть городская волость или город волостного значения. Городские волости и сельские волости Тайваня аналогичны соответственно посёлкам и волостям материкового Китая, разница лишь в названии.
Районы уездного подчинения (县辖区 сяньсяцюй, или 区公所 цюйгунсо) — рудиментарный уровень администрации материкового Китая. Некогда они составляли дополнительный административный уровень между уездами и волостями. На сегодня их осталось всего два и, видимо, они будут полностью упразднены.

### Деревенский уровень
Административный уровень деревень не играет большой роли в системе исполнительной власти КНР, а скорее выполняет организационные функции (перепись населения, почта и т. д.). Низовые единицы местного самоуправления не являются неформальными, как на Западе (ср. англ. neighbourhood), а имеют чётко определённые границы и главу.
В городских районах единицами низового уровня являются местные общины, или микрорайоны (社区 шэцюй, 小区 сяоцюй или 居住区 цзюйчжуцюй), управляемые комитетами. В сельских районах соответствующей единицей является деревня 村 цунь, которой управляет деревенский комитет.

### Особые случаи
Несмотря на чётко определённое место административных единиц в общей иерарахии, некоторые из них наделяются большими полномочиями, чем положено.
Например, таковыми являются крупные города окружного значения. Они также известны как города субпровинциального значения (副省级市 фушэнцзиши), то есть они обладают полномочиями, большими, чем уезды и уездные города, но меньшими, нежели провинция. Таким образом они как бы находятся на «полуровня» выше, чем обычные уезды и обладают большей автономией, но по-прежнему подчиняются провинции.
Аналогичным образом, на уровень ниже существуют также города субокружного значения (другой вариант перевода — городские субокруга; 副地级市 фудицзиши). Зачастую они не включаются ни в один из округов, а подчиняются напрямую провинциальному правительству.
C 2009 года появилось понятие «новый район» (新区) — районы, объединяющие иногда несколько административных единиц, и обладающие особым статусом — зоны инноваций, технологий или инвестиций. Иногда новые районы имеют административное значение, иногда чисто хозяйственное. Новые районы обладают подчинением от государственного до уездного.
Один из примеров — новый район Пудун в Шанхае. Несмотря на статус округа в рамках города центрального подчинения, его глава наделён субпровинциальными полномочиями, которые ниже провинциальных, но выше окружных.

### Сводная таблица
В таблице ниже приведено общее количество административных единиц различных уровней, находящихся под управлением КНР, по состоянию на июнь 2017 года.
| Уровень                       | Адм. единицы | Англ. названия |
| ----------------------------- | --- | --- |
| 1. Провинциальный             | - Провинции (省 шэн) (22) - Автономные районы (自治区 цзычжицюй) (5) - Муниципалитеты центрального подчинения (直辖市 чжисяши) (4) - Специальные административные районы (特别行政区 тэбе синчжэнцюй) (2) | - Provinces (省 shěng) (22) - Autonomous regions (自治区 zìzhìqū) (5) - Municipalities (直辖市 zhíxiáshì) (4) - Special administrative regions (特别行政区tèbié xíngzhèngqū)(Traditional Chinese:特別行政區) (2) |
| 2. Окружной                   | - Округа (地区 дицюй) (8) - Автономные округа (自治州 цзычжичжоу) (30) - Города субпровинциального значения (副省级市 фушэнцзиши) (15) - Города окружного значения (地级市 дицзиши) (293) - Аймаки (盟 мэн) (3) | - Prefectures (地区 dìqū) (8) - Autonomous prefectures (自治州 zìzhìzhōu) (30) - Sub-provincial city (15) - Prefecture-level cities (地级市 dìjíshì) (293) - Leagues (盟 méng) (3) |
| 3. Уездный                    | - Уезды (县 сянь) (1360) - Автономные уезды (自治县 цзычжисянь) (117) - Города субокружного значения (副地级市 фудицзиши) - Города уездного значения; (县级市 сяньцзиши) (366) - Районы городского подчинения (市辖区 шисяцюй) (954) - Национальный район городского подчинения (4) - Хошуны (旗 ци) (49) - Автономные хошуны (自治旗 цзычжици) (3) - Лесные районы (林区 линьцюй) (1) - Особые районы (特区 тэцюй) (1) | - Counties (县 xiàn) (1360) - Autonomous counties (自治县 zìzhìxiàn) (117) - Sub-prefecture-level city (副地级市 fùdìjíshì) - County-level cities (县级市 xiànjíshì) (366) - Districts (市辖区 shìxiáqū) (954) - Ethnic districts (?) (4) - Banners (旗 qí) (49) - Autonomous banners (自治旗 zìzhìqí) (3) - Forestry areas (林区 línqū) (1) - Special districts (特区 tèqū) (1) |
| 4. Волостной                  | - Волости (сян) (9660) - Национальные волости (миньцзусян) (985) - Посёлки (чжэнь) (20 942) - Уличные комитеты (цзедао баньшичу) (8122) - Районы уездного подчинения (цюйгунсо) (2) - Сомоны (суму) (152) - Национальные сомоны (миньцзу суму) (1) | - Townships (乡 xiāng) (9660) - Ethnic townships (民族乡 mínzúxiāng) (985) - Towns (镇 zhèn) (20 942) - Subdistricts (街道办事处 jiēdàobànshìchù) (8122) - County-controlled districts (区公所 qūgōngsuǒ) (2) - Sumu (苏木 sūmù) (152) - Ethnic sumu (民族苏木 mínzúsūmù) (1) |
| 5. Деревенский (неофициально) | - Комитеты микрорайонов (社区居民委员会 шэцюй цзюйминь вэйюаньхуэй) - Микрорайоны (社区 шэцюй) - Деревенские комитеты (村民委员会 цуньминь вэйюаньхуэй) либо деревенские группы (村民小组 цуньминь сяоцзу) - Административные деревни (行政村 синчжэн цунь) - Естественные деревни (自然村 цзыжань цунь) | - Neighborhood committees (社区居民委员会 jūmínwěiyuánhùi) - Neighborhoods or communities (社区) - Village committees (村民委员会 cūnmínwěiyuánhùi) or Village groups (村民小组 cūnmínxiǎozǔ) - Administrative villages (行政村 xíngzhèngcūn) - Natural villages (自然村 zìráncūn)                                                                                               |

## История
До объединения китайских царств под властью династии Цинь Китаем управляли ваны, князья и главы племён. Наивысшего накала эта борьба достигла в период Воюющих Царств, в конце которого царство Цинь стало доминирующим в регионе.
Первый император Китая Цинь Шихуан был полон решимости предотвратить повторный распад Китая на мелкие царства и создал первую иерархическую структуру административных единиц в стране, основу которой составляли два уровня: области 郡 цзюнь и уезды 县 сянь. При династии Хань, сменившей Цинь, сверху был добавлен ещё один уровень — округ 州 чжоу.
Во времена династий Суй и Тан области были упразднены и сверху был ещё один уровень — провинция 道 дао (позже, при династии Сун переименованный в область 路 лу), таким образом сохранялась трёхуровневая структура. Завоевав Китай и основав империю Юань, монголы ввели четвёртый наивысший уровень административного деления — провинции 省 шэн. Под этим названием и примерно в тех же границах (за исключением Северо-востока) они существуют и по сей день. Власть императора в каждой провинции представляли правитель 巡撫 суньфу и военный наместник 提督 тиду. Система, созданная монголами с незначительными изменениями просуществовала до конца существования империи Цин, в которую входил Китай.
Правительство Китайской Республики, претендовавшее на все территории маньчжурской империи Цин, упразднило половину уровней, оставив лишь провинции и уезды, а также предприняло первую попытку учреждения уровня волостей ниже уездов. Эту трёхуровневую систему официально переняла в 1949 году и Китайская Народная Республика.
Однако на практике к этим трём уровням неоднократно добавлялись другие. Вскоре после учреждения КНР над уровнем провинций были созданы края, однако уже в 1954 году они были упразднены. Между провинциями и уездами был добавлен уровень округов, которые до сих пор повсеместно существуют в Китае. Одно время по всему Китаю были также учреждены районы уездного подчинения, однако почти все они на сегодняшний день упразднены.
Среди последних изменений в административном делении КНР — выделение Чунцина в качестве города центрального подчинения и создание специальных административных районов Гонконг и Макао.
Изменения административного деления, произведённые правительством в материковом Китае и властями Тайваня после 1949 года, не признаются друг другом.

## Представительные органы
Представительные органы провинций и автономных районов — провинциальные собрания народных представителей, избираются уездными собраниями народных представителей сроком на 5 лет, постоянно-действующие органы — постоянные комитеты провинциальных собраний народных представителей, главы провинций и автономных районов — губернаторы, избираются провинциальными собраниями народных представителей, исполнительные органы провинций и автономных районов — провинциальные народные администрации, избираются провинциальными собраниями народных представителей.
Представительные органы уездов и автономных уездов — уездные собрания народных представителей, избираются населением сроком на 3 года, постоянно-действующие органы — постоянные комитет уездных собраний народных представителей, главы уездов и автономных уездов — начальники уездов, избираются уездными собраниями народных представителей, исполнительные органы уездов и национальных уездов — уездные народные администрации, избираются уездными собраниями народных представителей.
Представительные органы волостей и национальных волостей — волостные собрания народных представителей, избираются населением сроком на 3 года, главы волостей и национальных волостей — волостные старшины, избираются волостными собраниями народных представителей, исполнительные органы волостей и национальных волостей — волостные народные администрации, избираются волостными собраниями народных представителей.
Представительные органы городов — городские собрания народных представителей, избираются районными собраниями народных представителей сроком на 5 лет или населением сроком на 3 года, постоянно-действующие органы — постоянные комитеты городских собраний народных представителей, главы городов — мэры, избираются городскими собраниями народных представителей, исполнительные органы городов — городские народные администрации, избираются городскими собраниями народных представителей.
Представительные органы районов — районные собрания народных представителей, избираются населением сроком на 3 года, главы районов — начальники районов, избираются районными собраниями народных представителей, исполнительные органы районов — районные народные администрации, избираются районными собраниями народных представителей.
Представительные органы посёлков — поселковые собрания народных представителей, избираются населением сроком на 3 года, главы посёлков — поселковые старосты, избираются поселковыми собраниями народных представителей, исполнительные органы посёлков — поселковые народные администрации, избираются поселковыми собраниями народных представителей.

## Код административного деления
Административным единицам КНР присвоен шестизначный код административного деления (кит. 行政区划代码), аналог российского ОКАТО, который обозначает место рождения в составе 18-значного номера идентификационной карточки граждан КНР, указываемого в паспорте гражданина Китайской Народной Республики.